# Liste der Monuments historiques in Courtisols
Die Liste der Monuments historiques in Courtisols führt die Monuments historiques in der französischen Gemeinde Courtisols auf.

## Liste der Immobilien
| Bezeichnung      | Beschreibung           | Standort                | Kennzeichnung | Schutzstatus | Datum | Bild           |
| ---------------- | ---------------------- | ----------------------- | ------------- | ------------ | ----- | -------------- |
| Kirche St-Martin | ab dem 12. Jahrhundert | Rue Mermoz (Lage)       | PA00078682    | Inscrit      | 1939  | weitere Bilder |
| Kirche St-Memmie | ab dem 12. Jahrhundert | Rue Saint-Memmie (Lage) | PA00078683    | Inscrit      | 1939  | weitere Bilder |

## Liste der Objekte
| Bezeichnung                                                     | Beschreibung                                                                          | Standort                       | Kennzeichnung | Schutzstatus | Datum | Bild |
| --------------------------------------------------------------- | ------------------------------------------------------------------------------------- | ------------------------------ | ------------- | ------------ | ----- | ---- |
| Zwei Reliefs: Marientod und Mariä Himmelfahrt                   | Stein, 16. Jahrhundert                                                                | in der Kirche St-Martin (Lage) | PM51000335    | Classé       | 1908  |      |
| Kapitell (1)                                                    | Stein, 19. Jahrhundert; mit Heiligenfigur, 16. Jahrhundert                            | in der Kirche St-Martin (Lage) | PM51002621    | Inscrit      | 1977  |      |
| Lesepult (1)                                                    | Holz, 18. Jahrhundert                                                                 | in der Kirche St-Martin (Lage) | PM51002624    | Inscrit      | 1977  |      |
| Skulptur Heiliger Markulf                                       | Stein, 18. Jahrhundert                                                                | in der Kirche St-Martin (Lage) | PM51003413    | Inscrit      | 2001  |      |
| Skulptur Heiliger Sebastian                                     | Stein, 16. Jahrhundert                                                                | in der Kirche St-Martin (Lage) | PM51000338    | Classé       | 1979  |      |
| Gemälde Kreuzigung                                              | Ölfarbe auf Holz, 17. Jahrhundert                                                     | in der Kirche St-Julien (Lage) | PM51002492    | Inscrit      | 1977  |      |
| Skulptur Heilige Agatha                                         | Holz, farbig gefasst, 17. Jahrhundert                                                 | in der Kirche St-Julien (Lage) | PM51002493    | Inscrit      | 1977  |      |
| Engelshaupt                                                     | Holz, 18. Jahrhundert                                                                 | in der Kirche St-Martin (Lage) | PM51003414    | Inscrit      | 2001  |      |
| Zwei Engelshäupter                                              | Holz, 18. Jahrhundert                                                                 | in der Kirche St-Martin (Lage) | PM51002616    | Inscrit      | 1977  |      |
| Verkleidung eines Retabels                                      | Holz, 18. Jahrhundert                                                                 | in der Kirche St-Martin (Lage) | PM51002620    | Inscrit      | 1977  |      |
| Skulptur eines bärtigen Heiligen                                | Stein,18. Jahrhundert                                                                 | in der Kirche St-Martin (Lage) | PM51002618    | Inscrit      | 1977  |      |
| Kapitell (2)                                                    | von einem Altar; Stein, 12. Jahrhundert                                               | in der Kirche St-Martin (Lage) | PM51002626    | Inscrit      | 1977  |      |
| Prozessionsstab Heiliger Remigius                               | Metall, versilbert und vergoldet, Anfang des 19. Jahrhunderts                         | in der Kirche St-Martin (Lage) | PM51003412    | Inscrit      | 2001  |      |
| Gemälde Wiedererweckung eines Kindes durch den heiligen Memmius | Ölfarbe auf Holz, 17. Jahrhundert                                                     | in der Kirche St-Memmie (Lage) | PM51002497    | Inscrit      | 1977  |      |
| Skulptur Madonna mit Kind (1)                                   | Stein, 15. Jahrhundert                                                                | in der Kirche St-Martin (Lage) | PM51000337    | Classé       | 1908  |      |
| Skulptur eines heiligen Bischofs                                | Holz, farbig gefasst, 17. Jahrhundert                                                 | in der Kirche St-Julien (Lage) | PM51002494    | Inscrit      | 1977  |      |
| Konsole mit Engel                                               | Stein, 16. Jahrhundert                                                                | in der Kirche St-Martin (Lage) | PM51002623    | Inscrit      | 1977  |      |
| Lesepult (2)                                                    | Holz, 18. Jahrhundert                                                                 | in der Kirche St-Martin (Lage) | PM51003411    | Inscrit      | 2001  |      |
| Skulptur Heiliger Martin                                        | Holz, 17. Jahrhundert                                                                 | in der Kirche St-Martin (Lage) | PM51002628    | Inscrit      | 1977  |      |
| Skulptur Heiliger Memmius                                       | Stein, 18. Jahrhundert                                                                | in der Kirche St-Memmie (Lage) | PM51002496    | Inscrit      | 1977  |      |
| Skulptur Madonna mit Kind (2)                                   | Stein, farbig gefasst, 17. Jahrhundert                                                | in der Kirche St-Memmie (Lage) | PM51002498    | Inscrit      | 1977  |      |
| Skulptur Heilige Juliana                                        | Holz, farbig gefasst, 18. Jahrhundert                                                 | in der Kirche St-Memmie (Lage) | PM51002495    | Inscrit      | 1977  |      |
| Kirchenbänke                                                    | Holz, Anfang se 19. Jahrhunderts                                                      | in der Kirche St-Memmie (Lage) | PM51003150    | Inscrit      | 1982  |      |
| Skulptur Der heilige Martin im Bischofsornat                    | Stein, 16. Jahrhundert                                                                | in der Kirche St-Martin (Lage) | PM51000336    | Classé       | 1908  |      |
| Orgel                                                           | Haupteintrag für PM51001748                                                           | in der Kirche St-Martin (Lage) | PM51001747    | Inscrit      | 1979  |      |
| Instrumentalteil der Orgel                                      | 1841/42 von Alexandre Jacquet gebaut                                                  | in der Kirche St-Martin (Lage) | PM51001748    | Inscrit      | 1979  |      |
| Gemälde Abendmahl                                               | Ölfarbe auf Leinwand, 17. Jahrhundert                                                 | in der Kirche St-Julien (Lage) | PM51002491    | Inscrit      | 1977  |      |
| Kruzifix (1)                                                    | Holz, farbig gefasst, 17. Jahrhundert                                                 | in der Kirche St-Julien (Lage) | PM51002490    | Inscrit      | 1977  |      |
| Marienaltar                                                     | Altartisch und Retabel; Holz, farbig gefasst und vergoldet, Ende des 18. Jahrhunderts | in der Kirche St-Julien (Lage) | PM51003149    | Inscrit      | 1982  |      |
| Kruzifix (2)                                                    | Holz, 16. Jahrhundert                                                                 | in der Kirche St-Martin (Lage) | PM51002617    | Inscrit      | 1977  |      |
| Fragmente eines Kruzifixes                                      | Stein, 16. Jahrhundert                                                                | in der Kirche St-Martin (Lage) | PM51002622    | Inscrit      | 1977  |      |
| Tabernakeltür                                                   | Holz, 18. Jahrhundert                                                                 | in der Kirche St-Martin (Lage) | PM51002619    | Inscrit      | 1977  |      |
| Skulptur Christus in der Rast (1)                               | Stein, 15. Jahrhundert                                                                | in der Kirche St-Martin (Lage) | PM51002627    | Inscrit      | 1977  |      |
| Zwei Kredenzen                                                  | Holz, Anfang des 19. Jahrhunderts                                                     | in der Kirche St-Martin (Lage) | PM51002625    | Inscrit      | 1977  |      |
| Skulptur Christus in der Rast (2)                               | Holz, 16. Jahrhundert                                                                 | in der Kirche St-Martin (Lage) | PM51003410    | Inscrit      | 2001  |      |